# Artemia
Artemia (auch Salzkrebschen oder Salzwasserkrebse, engl. brine shrimp) ist der Name einer Gattung von Krebstieren. Es ist die einzige Gattung der Familie Artemiidae in der Ordnung der Kiemenfüßer (Anostraca). Bekanntester Vertreter der Gattung ist die Art Artemia salina (Salinenkrebs).
Entdeckt wurde der Salinenkrebs, die Typusart der Gattung Artemia, 1755 in Lymington, England.

## Merkmale
Artemia-Salzkrebse sind unspezifisch weißlich, je nach Umweltbedingungen manchmal durch Hämoglobin rötlich gefärbte kleine Krebse mit einer Körperlänge von 10 bis 12 Millimeter bei den Weibchen, die etwas kleineren Männchen erreichen 8 bis 10 Millimeter. Ihr Körper besteht aus dem Kopf, einem in elf Segmente gegliederten Rumpfabschnitt oder Thorax, wobei jedes Segment ein Beinpaar trägt, und einem langgestreckten Hinterleib oder Abdomen aus acht Segmenten (einschließlich eines Telsons). Typisch für alle Anostraca, schwimmen die Tiere als Dauerschwimmer in Rückenlage, mit den Schwimmbeinen nach oben. Die Beine dienen dabei nicht nur der Fortbewegung, sondern sie filtrieren gleichzeitig das Wasser und dienen so der Ernährung. Ihr Exoskelett besteht aus einer dünnen und recht weichen, flexiblen Kutikula.
Der Kopf trägt zwei gestielte Komplexaugen und ein unpaares Mittelauge, das auf das Naupliusauge zurückgeht. Zwischen den Augenstielen schließt das große Labrum den Mundvorraum nach vorn ab. Nach vorn ragen, wie für Krebse typisch, zwei Paar Antennen. Die zweiten Antennen der Männchen sind zu Klammerorganen umgewandelt, mit denen sich das Männchen bei der Paarung am Weibchen (in Höhe des ersten Hinterleibssegments) festhält. Dazu ist der massige und muskulöse, etwa rechteckige Protopodit der Antennen durch ein Gelenk vom etwa dreieckigen, abgeflachten Exopodit, der als Klammerarm wirkt, abgesetzt. Auf der Vorderseite sitzt ein knopf- oder kuppelförmiger Aufsatz („frontal knob“) an, dessen Form und Beborstung wichtig für die Unterscheidung der äußerst ähnlichen Arten ist. Bei den Weibchen sind die zweiten Antennen viel kleiner und kürzer und dienen, wie die ersten, als Sinnesorgane. Die Mundwerkzeuge bestehen aus den großen, gezähnten Mandibeln mit einer geriffelten Molar-(Kau-)fläche und den abgeflachten ersten und zweiten Maxillen. Die Maxillen, einschließlich ihrer muskulösen Palpen sind mit starken, dreieckigen Borsten besetzt, die dem Transport der Nahrungspartikel dienen.
Der Rumpf trägt elf Beinpaare (in der Erstbeschreibung des Salzkrebschens durch Carl von Linné erwähnte dieser nur zehn Beinpaare, was jahrzehntelang Konfusion verursachte). Diese sind als Blattbeine oder Phyllopoden ausgebildet, sie dienen gleichzeitig der schwimmenden Fortbewegung, der Filtrierung von Nahrungspartikeln und der Atmung. Die Beine nehmen zur Mitte hin an Größe zu, das erste und elfte Paar sind am kleinsten. Auf der Bauchseite zwischen den Basen der Beine ist eine Nahrungsrinne ausgebildet, in der Nahrungspartikel gesammelt und nach vorn zum Mund transportiert werden. Die Beine sind die für Krebse typischen Spaltbeine, ihr Protopodit und der Endopodit sind an den Außenkanten mit Setulae genannten kleinen Borsten besetzt, die als Filterkorb dienen und die Fläche zum Schwimmen vergrößern. Der Zwischenraum zwischen den dicht stehenden Setulae beträgt etwa 500 Nanometer, so dass auch kleine Partikel hängen bleiben, Artemia filtert Partikel von 4 bis 9 Mikrometer Größe aus. Durch etwas zeitversetzten, wellenartigen Beinschlag wird eine Wasserströmung in den Filterkorb erzeugt. Beim Rückschlag kämmen die Borsten der Beine diejenigen des dahinter liegenden Beinpaars aus, sammeln die hängen gebliebene Nahrung und transportieren sie in die Nahrungsrinne, wo sie mit dem Filterstrom, unterstützt durch Borstenbewegung nach vorn zu den Mundwerkzeugen transportiert werden. Die Außenäste oder Epipodite des Spaltbeins haben keine Funktion beim Schwimmen oder Nahrungssammeln, sie dienen wohl vor allem als Kiemen für die Sauerstoffversorgung.
Der schmale Hinterleib besteht aus acht weitgehend gliedmaßenlosen Segmenten. Nur am ersten Segment sitzt ein Paar an, das für Funktionen der Fortpflanzung umgestaltet ist. Das Männchen trägt hier zwei dicht nebeneinander entspringende paarige Penes. Das Weibchen trägt an ihrer Stelle einen fusionierten, unpaaren Anhang, der zum Befestigen des Eisäckchens dient. Das achte Segment des Hinterleibs ist verlängert und trägt am Ende paarige Anhänge, die Furca oder Cercopoden. Diese sind vermutlich ein Anhang des letzten, bei Artemia nicht gesondert abgesetzten nicht-segmentalen letzten Körperabschnitts, des Telsons.

## Vorkommen und Lebensweise
Artemia sind typische Bewohner von Binnensalzgewässern und können mit ihren Dauereiern das Austrocknen dieser Gewässer überstehen. Auch neue Lebensräume können die Arten durch ihre Dauereier besiedeln, da diese häufig von Wasservögeln verschleppt werden.
Die Tiere ernähren sich von Bakterien und Algen, die sie aus dem Wasser filtern. Durch aktive Salzausscheidung über die Kiemen halten die Krebschen ihren osmotischen Wert konstant, benötigen dafür allerdings bis zu einem Drittel der aus der Nahrung gewonnenen Energie.
Die Fortpflanzung erfolgt über Begattung oder Jungfernzeugung, durch eine bei einigen Arten vorhandene Zwitterdrüse, also Selbstbefruchtung. Artemia können sowohl Eier legen als auch lebende Junge zur Welt bringen.
Vertreter der Gattung Artemia kommen in riesigen Mengen in Salzseen wie dem stark alkalischen Mono Lake in Kalifornien (Art Artemia monica) oder dem Großen Salzsee in Utah vor.

## Arten
Die folgenden, getrenntgeschlechtlichen Arten der Gattung werden derzeit anerkannt:
- Artemia monica Verrill, 1869 (syn. Artemia franciscana Kellogg, 1906): Nordamerika, von dort weltweit verschleppt
- Artemia persimilis Piccinelli & Prosdocimi, 1968: Argentinien und Chile
- Artemia salina (Linné, 1758) oder Salinenkrebs: Europa, Nordafrika.
- Artemia sinica Cai, 1989: Zentralasien, China
- Artemia tibetiana Abatzopoulos, Zhang & Sorgeloos, 1998: Tibet, China
- Artemia urmiana Gunther, 1899: Iran, Krim

Die Arten sind mit einfachen Methoden nicht unterscheidbar. Morphologische Differenzierung ist ausschließlich im männlichen Geschlecht möglich und nicht immer verlässlich. Zusätzlich existieren zahlreiche parthenogenetische Populationen rund um den Globus (thelytok, d. h. nur Weibchen sind bekannt), diese sind meist diploid, teilweise aber auch tri-, tetra- oder pentaploid, d. h. der Chromosomensatz ist verdreifacht bis verfünffacht; sie können automiktisch sein (d. h. alle Chromosomensätze stammen von derselben Art) oder apomiktisch (d. h. Chromosomensätze von verschiedenen Arten sind beteiligt, Ergebnis einer Hybridisierung) und können lokal häufiger sein als die sexuell fortpflanzenden Arten. Sie sind keiner biologischen Art zuzuordnen und werden meist nur „parthenogenetische Artemia-Stämme“ genannt; ihre Mitglieder sind überwiegend genetisch identische Klone. Sie werden gelegentlich mit dem Binomen Artemia parthenogenetica bezeichnet, dieser Name sollte aber vermieden werden, weil er ganz unterschiedliche genetische Einheiten zusammenwirft, er ist nomenklatorisch ungültig.

## Bedeutung in der Aquaristik und Aquakultur

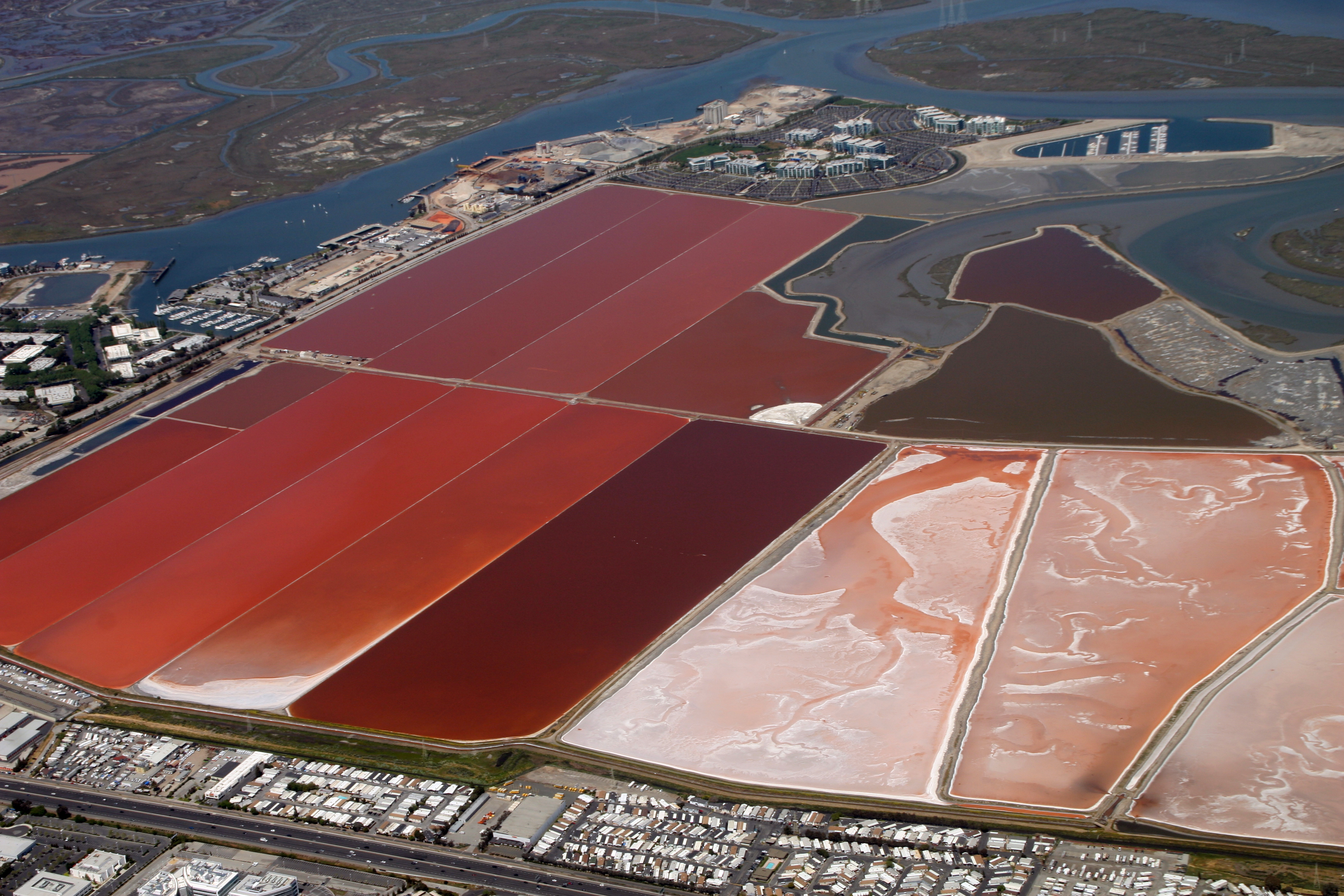
Zuchtbecken für Artemia in der Bucht von San Francisco

Einige Arten der Gattung werden lebend, getrocknet oder gefroren als Fischfutter verwendet. Die Nauplien, die sehr einfach aus den Dauereiern erbrütet werden können, sind ein sehr wichtiges Futtermittel in der Aquakultur und der Aquaristik. Dekapsuliert (geschält) können die Artemia-Eier auch direkt verfüttert werden. Leere Eihüllen oder nichtgeschälte, nichtgeschlüpfte Eier sollten nicht gefüttert werden, da sie unverdaulich sind und bei Jungfischen zu Darmverschluss oder Verletzungen der Darmwand durch scharfe Schalenkanten führen können.
Artemiaeier können tiefgefroren über viele Jahre, ohne Verlust der Schlupfrate, gelagert werden. Feuchtigkeit führt zu einem vorzeitigen Entwicklungsbeginn der Zellkerne und in der Folge zu schlechten Schlupfergebnissen.
Artemia wird als Zierfischfutter auch in Teichen und Seen in Deutschland gezüchtet und geerntet.